# Леоненко Олена
Олена Леоненко (Прокопенко; 3 січня 1991, Красний Луч, Луганська область, Українська РСР, СРСР) — українська волейболістка, догравальний.

## Клуби
| Роки      | Команди                       |
| --------- | ----------------------------- |
| 2010—2011 | «Галичанка» (Тернопіль)       |
| 201?—2014 | «Педуніверситет» (Чернігів)   |
| 2014—2018 | «Полккі Куусамо»              |
| 2018—2019 | «ЛП Вієсті»                   |
| 2019—2020 | «Шамальє»                     |
| 2020—2021 | «Хамеєнліна»                  |
| 2021—2022 | «Аланта» (Дніпро)             |
| 2024—     | «Університет-ШВСМ» (Чернівці) |

## Статистика
В єврокубках:
| Сезон    | Клуб             | Турнір        | Ігри | Сети | Очки | Ср.  | Примітки |
| -------- | ---------------- | ------------- | ---- | ---- | ---- | ---- | -------- |
| 2017/18  | «Полккі Куусамо» | Кубок виклику | 2    | 7    | 30   | 4,29 |          |
| 20118/19 | «ЛП Вієсті»      | Кубок ЄКВ     | 2    | 7    | 26   | 3,71 |          |